# 1869年のスポーツ
- 年度別スポーツ記事一覧

## 大相撲
- 明治2年2月 - 鬼面山谷五郎、横綱免許
- 明治2年6月 - 版籍奉還のため、大名の力士召抱えなくなる

## 競馬

### イギリス
クラシック
- 2000ギニー - Pretender
- 1000ギニー - Scottish Queen
- エプソムダービー - プリテンダー
- エプソムオークス - Brigantine
- セントレジャーステークス - ペロゴメス

その他主要レース
- アスコットゴールドカップ - Brigantine
- グランドナショナル - The Colonel

### アメリカ合衆国
- ベルモントステークス - Fenian

### フランス
- パリ大賞典 - Glaneur
- ジョッケクルブ賞 - Consul

### オーストラリア
- メルボルンカップ - Warrior

## ゴルフ

### 世界4大大会（男子）
- 全英オープン優勝者：トム・モリス・ジュニア（イギリス）

## 自転車競技
- 11月7日 - パリ・ルーアン間第1回国際ロードレース開催

## 水泳
- イギリスでアマチュア・メトロポリタン・スイミング・クラブ創立

## ボート
- オックスフォード・ケンブリッジ大学対抗レガッタ優勝：オックスフォード大学

- 8月 - ハーバード大学とオックスフォード大学により、ロンドンのテムズ河で初の国際ボートレース開催

## 野球
- 5月15日 - シンシナティ・レッドストッキングス、初のプロ野球チームになる

## 誕生
- 1月30日（明治元年12月18日） - 永井道明（茨城県、体育指導者、+1950年）
- 5月12日 - カール・シューマン（ドイツ、体操・レスリング、+1946年）
- 9月28日 - エレン・ハンセル（アメリカ、テニス、+1937年）
- 10月3日 - アルフレート・フラトー（ドイツ、体操、+1942年）
- 12月30日（明治2年11月28日） - 大砲万右エ門（宮城県、相撲、+1918年）